# Церква Вознесіння Господнього (Заривинці)
Церква Вознесіння Господнього в Заривинцях — парафія і храм греко-католицької громади Бучацького деканату Бучацької єпархії Української греко-католицької церкви в селі Заривинці Чортківського району Тернопільської области.

## Історія церкви
Парафія УГКЦ була утворена 24 липня 1991 року.
18 квітня 2010 року отець Ігор Вовк освятив хрест перед храмом, а 13 травня, з благословення Димитрія Григорака, церкву освятив отець-митрат Іван Сеньків, синкел Бучацької єпархії.
На території села також встановлені фігура Матері Божої та хрести парафіяльного значення.
При парафії з 2011 року діє спільнота «Матері в молитві».

## Парохи
- о. Климентій Тома Когут, ЧСВВ (1966—1980),
- о. Василь Деркач (1991—2008),
- о. Ігор Вовк (з 2008).